# Giuliana di Norwich
Giuliana di Norwich (8 novembre 1342 – Norwich, 1416) è stata una mistica inglese, commemorata come santa dalla Chiesa anglicana (8 maggio) e come beata dalla Chiesa cattolica (13 maggio).

## Biografia
Ci sono poche notizie sulla vita di Giuliana. Perfino il suo nome è incerto e il nome "Giuliana" deriva semplicemente dal fatto che la sua cella di eremita fosse addossata al muro della Chiesa di San Giuliano a Norwich. I suoi scritti indicano che era probabilmente nata nel 1342 e morì intorno al 1416. Sembra che appartenesse ad una famiglia privilegiata che viveva a Norwich, o nei dintorni.
Norwich era all'epoca la seconda città dell'Inghilterra per importanza dopo Londra. Dominavano la città il castello normanno (fatto costruire da Guglielmo il Conquistatore dal 1066 al 1075) e l'imponente cattedrale, costruita dal 1096 al 1109, dedicata alla Santissima Trinità, che era in realtà un priorato benedettino e, al pari delle cattedrali di Canterbury e Durham, possedeva una delle più importanti biblioteche dell'Inghilterra. Famosa per il numero delle chiese (si calcola ce ne fossero circa 50 per diecimila abitanti), la città era stata presto raggiunta dagli ordini mendicanti: i Domenicani e i Francescani vi giunsero nel 1226, i Carmelitani nel 1256 e gli Agostiniani nel 1272; questi ultimi costruirono il loro convento proprio di fronte alla chiesa di San Giuliano, dove si sarebbe trovata in seguito la cella di Giuliana. La presenza sia di una biblioteca importante che di numerosi conventi significava la possibilità di compiere studi approfonditi nelle varie materie all'epoca oggetto di insegnamento, il che potrebbe spiegare la sapienza e la profonda cultura teologica di Giuliana. All'epoca imperversavano spesso delle epidemie di peste, assai comuni nel XIV secolo, e secondo alcuni studiosi Giuliana sarebbe diventata un'eremita essendo ancora nubile, oppure dopo aver perso i familiari a causa di un'epidemia. Diventare eremita avrebbe anche potuto essere una forma di quarantena per lei. Si discute tra gli studiosi se Giuliana fosse una religiosa del vicino convento oppure una laica secolare.
Quando aveva 30 anni e viveva ancora a casa sua, Giuliana si ammalò gravemente. Credendosi in punto di morte, ebbe invece una serie di intense visioni di Gesù Cristo, che ebbero fine il giorno in cui guarì dalla sua malattia, il 13 maggio 1373. Giuliana scrisse delle sue visioni subito dopo che esse erano avvenute (benché il testo potrebbe non essere stato finito per qualche anno), in una versione delle Rivelazioni dell'Amore Divino ora conosciuta come il Testo Breve; questo racconto di 25 capitoli contiene circa 11.000 parole. Si pensa che si tratti del primo libro conosciuto scritto in inglese da una donna.
Da venti a trent'anni dopo, forse all'inizio degli anni 1390, Giuliana iniziò a scrivere una riflessione teologica sul significato delle visioni, conosciuta come il Testo Lungo, che consiste di 86 capitoli contenenti circa 63.500 parole. Quest'opera sembra aver avuto diverse revisioni prima di essere conclusa, forse nel primo o perfino nel secondo decennio del XV secolo.
Giuliana divenne molto conosciuta in tutta l'Inghilterra come guida spirituale: la mistica inglese Margery Kempe, che è stata l'autrice della prima autobiografia conosciuta scritta in Inghilterra, fece menzione di un viaggio a Norwich per parlare con lei intorno al 1414.
Il vescovo benedettino di Norwich e Cardinale dell'inghilterra, Adam Easton, potrebbe essere stato il direttore spirituale di Giuliana e l'editore del Testo Lungo delle sue rivelazioni. Il direttore spirituale di Brigida di Svezia, il vescovo eremita di Jaén, Alfonso Pecha, curò un'edizione in spagnolo delle Rivelazioni. Il confessore di Caterina da Siena era William Flete, un eremita agostiniano dell'eremo di Lecceto, che si era formato a Cambridge. La Difesa di Santa Brigida di Easton riecheggia l'Epistola Solitarii di Alfonso di Jaén e i Rimedi contro le tentazioni di William Flete, e questi testi fanno tutti riferimento alle rivelazioni di Giuliana.

## Le Rivelazioni dell'Amore Divino
All'età di trent'anni, soffrendo per una grave malattia e credendosi prossima alla morte, Giuliana avrebbe avuto una serie di intense visioni. Queste visioni sarebbero state vent'anni dopo la fonte della sua opera principale, chiamata “Sedici Rivelazioni dell'Amore Divino” (circa nel 1393). Nel manoscritto che riporta le rivelazioni da lei ricevute ella afferma che: "questa rivelazione fu fatta a una creatura semplice e illetterata mentre viveva ancora nella sua carne mortale, nell'anno di nostro Signore 1373, il 13 maggio." Si tratta di una data estremamente precisa (soprattutto se si pensa che ne parla a distanza di decenni) per un avvenimento che lascerà per sempre un segno indelebile nella vita di questa creatura, che neppure si preoccupa di dire il suo nome.

### Manoscritti
Il Testo Breve sopravvive in un solo manoscritto di metà del XV secolo, il Manoscritto Amherst, che venne copiato dall'originale scritto nel 1413 durante la vita di Giuliana (attualmente esso si trova nella British Library). Non sembra che il Testo Breve abbia avuto una grande diffusione, dato che non venne pubblicato fino al 1911.
Sembra che il Testo Lungo abbia avuto una maggiore diffusione, anche se non risulta che fosse particolarmente conosciuto nell'Inghilterra tardo medievale. L'unico manoscritto sopravvissuto di quel periodo è il Manoscritto di Westminster, che risale alla fine del XV secolo e che contiene una parte del Testo lungo (senza nominare Giuliana come autrice), rielaborato come un trattato didattico sulla contemplazione. I manoscritti sopravvissuti dell'intero Testo Lungo si dividono in due gruppi, con delle versioni leggermente differenti. Da una parte esiste il manoscritto del Testo Lungo Brigidino, proveniente dalla regione di Anversa, e ora conosciuto come il Manoscritto di Parigi. L'altra versione si trova in due manoscritti, che ora si trovano nella British Library: la Collezione Sloane. Si crede che delle religiose possedessero un manoscritto originale, forse olografo, del Testo Lungo, scritto nel dialetto di Norwich dell'epoca di Giuliana, che venne trascritto e conservato nei conventi di Cambrai e Parigi delle monache benedettine inglesi in esilio nella metà del XVII secolo.
La prima edizione stampata delle Rivelazioni fu pubblicata dal monaco benedettino Serenus de Cressy nel 1670, e venne ristampata nel 1843, nel 1864 e nel 1902. L'interesse per il testo aumentò con la pubblicazione nel 1877 di una nuova edizione del Testo Lungo da parte di Henry Collins. Importante fu la pubblicazione nel 1901 della versione in lingua inglese moderna a cura di Grace Warrack, con la sua "introduzione colta e favorevole", che fece conoscere gli scritti di Giuliana a molti lettori del ventesimo secolo. In seguito a quest'ultima edizione, la conoscenza di Giuliana si diffuse rapidamente ed ella divenne oggetto di studio e discussione. Negli ultimi quarant'anni sono state pubblicate molte edizioni, tradotte in francese, tedesco, italiano, finlandese, norvegese, svedese, danese, olandese, catalano, greco e russo.
Le Rivelazioni sono ormai celebri sia per il Cattolicesimo che per l'Anglicanesimo a causa della chiarezza e della profondità delle visioni di Dio di Giuliana. Giuliana di Norwich è ora riconosciuta come una delle maggiori mistiche dell'Inghilterra.

### Teologia

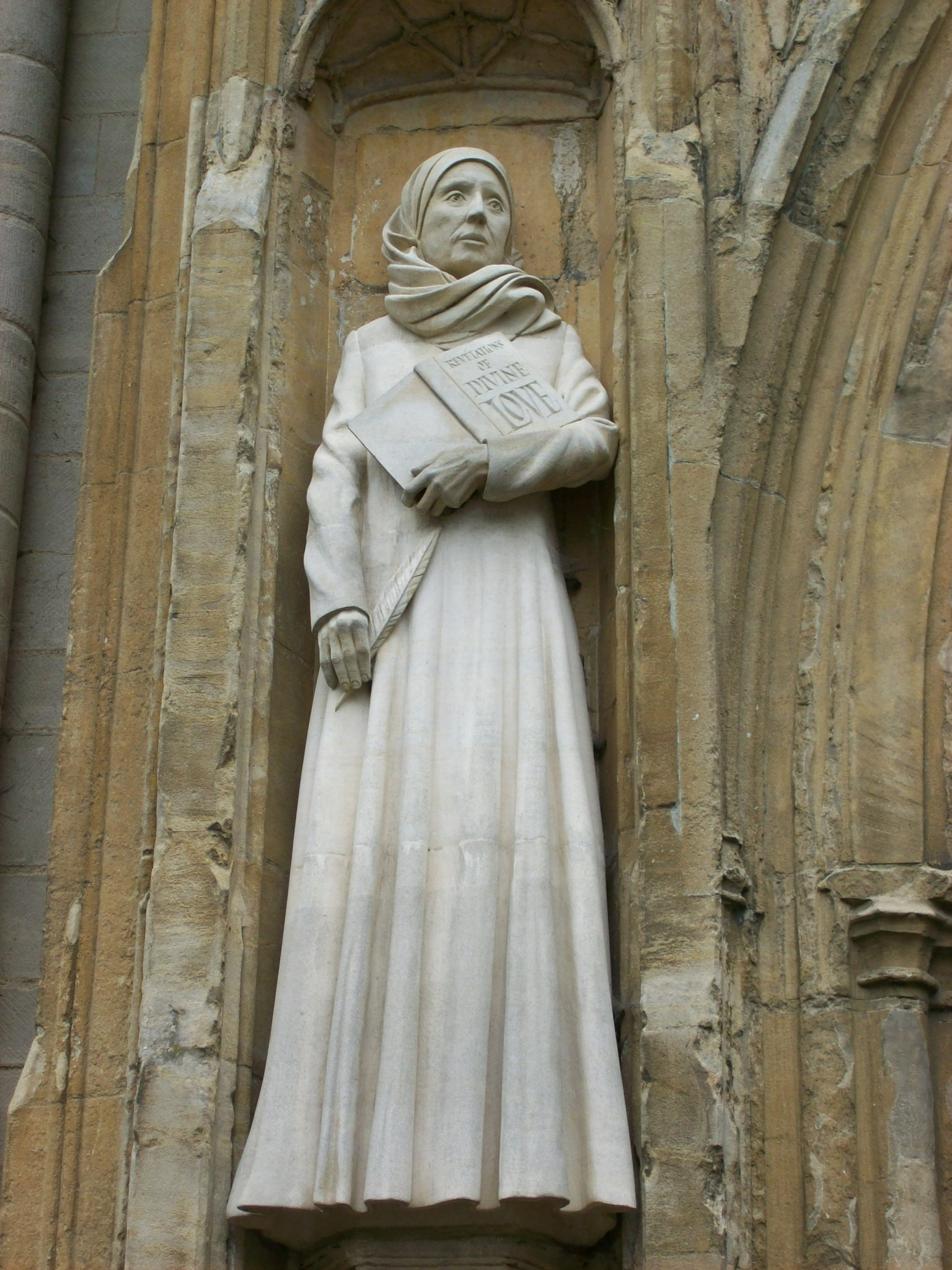
Statua di Giuliana sulla facciata della cattedrale di Norwich

Giuliana di Norwich visse in un'epoca agitata e piena di tumulti, ma la sua teologia è ottimistica; parla dell'amore di Dio in termini di gioia e compassione in opposizione alla legge e al dovere. Per Giuliana, la sofferenza non è una punizione inflitta da Dio, ma uno strumento che egli usa per attirarci più vicino a lui. Questa concezione è assai differente dalla visione prevalente del suo tempo, che vedeva calamità come la peste nera come un castigo divino. Giuliana suggerisce invece una concezione di Dio improntata alla misericordia, che per alcuni inclina verso la salvezza universale. Infatti, a causa delle sue affermazioni che oltre la realtà del fuoco dell'Inferno esiste un più grande mistero dell'amore di Dio, si è fatto riferimento a lei anche come ad una proto-universalista.
Benché le visioni di Giuliana fossero inusuali, le autorità civili ed ecclesiastiche non intrapresero azioni contro di lei, forse a causa del suo essere un'eremita. La mancanza di riferimenti ai suoi scritti durante la sua vita potrebbe indicare che essi non erano giudicati degni di essere confutati, considerato anche che era una donna e scriveva nella lingua volgare del tempo.
La sua teologia è fondamentalmente unica e particolare in tre aspetti: la sua concezione del peccato; la sua convinzione che Dio ama tutti e non prova collera verso nessuno; e il suo vedere Dio, oltre che come Padre, anche come Madre.
Il suo più conosciuto ed importante detto è:
(Rivelazioni, cap. 27)
Esso è anche uno dei versi più famosi nella teologia cattolica e una delle frasi più conosciute della sua epoca.
Più avanti il concetto è spiegato più ampiamente:
(Rivelazioni, cap. 31)
Giuliana dà un'interpretazione di questa frase, che lei definisce le cinque parole, intendendo nell'espressione "Io posso" la persona del Padre, in "sono in grado" il Figlio, in "voglio" lo Spirito Santo, in "Io compirò" l'intera Trinità divina; e dov'è detto "tu stessa vedrai", ella intende l'unità della natura umana che sarà salvata dall'amore di Dio e condotta al bene, interamente.
Giuliana crede che il peccato sia in qualche modo necessario, oltre che inevitabile, poiché permette di raggiungere la vera conoscenza di noi stessi e ci porta ad accettare la presenza e l'azione di Dio nella nostra vita. Ella insegna che gli esseri umani commettono i peccati per ignoranza o ingenuità, non perché sono malvagi, come invece spiegava comunemente la chiesa medievale. Giuliana crede che per imparare noi dobbiamo prima fallire, e per fallire dobbiamo peccare. Ella crede anche che la sofferenza causata dal peccato sia un ricordo terreno della sofferenza provata da Cristo durante la sua passione e che poiché le persone soffrono come Cristo, hanno la possibilità di essergli più vicine nella loro esperienza. Comunque, Giuliana non si fa illusioni, ben sapendo che il peccato resta sempre presente nella nostra vita fino alla fine, ma questo non deve mai indurci in disperazione, poiché l'amore, la cura e la protezione di Dio sono altrettanto costanti, e sicuramente più forti del peccato: "Io non farò che peccare, ma il mio peccato non impedirà alla sua bontà di operare."; "La regale amicizia di Dio si dimostra nel fatto che egli ci protegge teneramente mentre noi siamo nel nostro peccato".

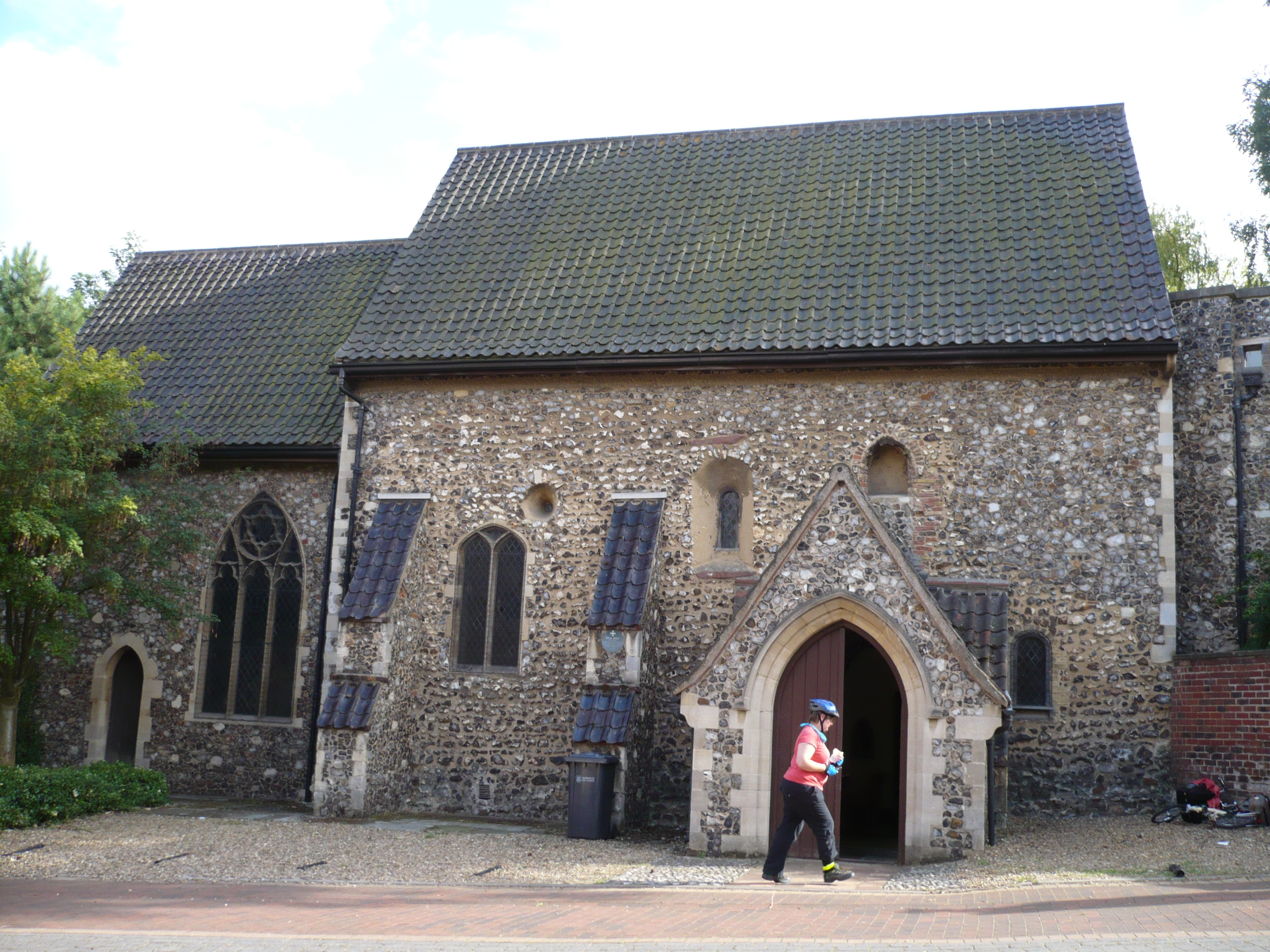
Chiesa di Santa Giuliana a Norwich

Giuliana non trova alcuna collera in Dio. Ella crede che l'ira e la collera esistano solo negli uomini, ma che Dio li perdoni per questo: "Non ho visto alcuna collera eccetto che da parte degli uomini, ed Egli ci perdona di ciò, poiché la collera non è altro che un'ostinazione e un'opposizione alla pace e all'amore." Secondo alcune interpretazioni, Giuliana pensa che sia inesatto affermare che Dio concede il perdono per i peccati, perché perdonare significherebbe che il peccato commesso è stato un errore. Ella afferma che il peccato dovrebbe essere visto principalmente come una parte del processo di apprendimento della vita, non come una malizia che necessiti di essere perdonata. Ella scrive che Dio ci vede già come esseri perfetti e attende che la nostre anime maturino fino al punto da non essere più ostacolate dal male e dal peccato.
Un'altra espressione molto nota di Giuliana, decisamente rivoluzionaria per la sua epoca, è:
(Rivelazioni, cap. 59)
Il capitolo 59 prosegue con l'affermazione di Dio:
(Rivelazioni, cap. 59)
In lei l'aspetto femminile e materno di Dio ha una notevole importanza, e per questo Giuliana ha un posto speciale nella teologia mistica di tutti i tempi. Secondo Giuliana, Dio è sia nostro padre che nostra madre (quest'idea venne sviluppata anche da Francesco d'Assisi nel XIII secolo). Questa convinzione di Giuliana ha dato adito a diverse controversie. Alcuni studiosi pensano che si tratti più che altro di una metafora, piuttosto che di un'effettiva convinzione o di un dogma. Nella quattordicesima rivelazione, Giuliana descrive la Trinità in termini familiari, paragonando Gesù a una madre saggia, amorosa e misericordiosa. Frances Beer asserisce che Giuliana crede che l'aspetto materno di Cristo sia letterale e non metaforico: Cristo non è come una madre, egli è letteralmente la madre. Giuliana è convinta che il ruolo della madre sia il più autentico di tutti i ruoli sulla terra. Ella sottolinea ciò spiegando come il legame tra madre e figlio sia la relazione terrena che più si avvicina al rapporto che una persona può avere con Gesù. Ella collega inoltre Dio con la maternità nel significato di "fondamento della creazione della nostra natura", di "assunzione della nostra natura, il che fa iniziare la maternità della grazia" e di "maternità nell'operare". Giuliana scrive anche collegando metaforicamente Gesù con il concepimento, l'allattamento, le doglie del parto e l'educazione, ma lo vede comunque anche come un fratello. Nel capitolo 61 delle Rivelazioni, Giuliana fa una serie di paragoni in cui mostra come il rapporto tra Gesù e noi sia molto più ricco e più intimo di quello tra noi e nostra madre: Gesù, infatti, "non ci genera al dolore e alla morte, ma alla gioia e alla vita eterna, non ci nutre con il latte, ma con se stesso, [...] con una tenerezza infinita ci segue in tutte le fasi della nostra crescita spirituale. Perfino il suo lasciarci cadere nel peccato è un segno di benevola attenzione, sia perché questo non lo allontana da noi né diminuisce il nostro valore ai suoi occhi, sia perché il peccato ha pure dei risvolti positivi: ci mantiene nell'umiltà e nella mitezza, e ci fa consapevoli, appunto, dell'indefettibile amore di Dio, con il che nasce in noi la voglia di correre a rifugiarci in grembo a nostra Madre, come fa un bambino quando è inquieto o spaventato."

## Riferimenti moderni e venerazione
Il poeta T. S. Eliot ha inserito la frase: "E tutto sarà bene e / ogni sorta di cose sarà bene", come anche il richiamo al capitolo 41 ("Sono io il fondamento della tua supplica") delle Rivelazioni di Giuliana, nel terzo tempo del quarto poemetto dei Quattro quartetti, Little Gidding,:

 Il peccato è Inevitabile, ma

 tutto sarà bene, e

 ogni sorta di cose sarà bene.

 [...]

 Qualunque cosa noi abbiamo ereditato dai vincitori

 noi abbiamo preso dai vinti

 quello che avevano da lasciarci: un simbolo

 un simbolo perfetto nella morte.

 E tutto sarà bene e

 ogni sorta di cose sarà bene

 con la purificazione del motivo

 nel fondamento della nostra supplica.

(Little Gidding, III tempo, vv. 17-19; 43-50)
Il giorno in cui viene ricordata Giuliana è il 13 maggio per la Chiesa cattolica, che la commemora come beata, mentre è l'8 maggio per la Chiesa anglicana, che la considera santa.